# برهان يوم القيامة

سكان العالم من 10،000 قبل الميلاد إلى 2000 ميلادي

برهان يوم القيامة هي حجة احتمالية تدَّعي التنبؤ بعدد أفراد الجنس البشري المستقبليين مع الأخذ بالاعتبار تقدير العدد الإجمالي للبشر الَّذين ولدوا حتى الآن. وببساطة، تقول أنه بافتراض أن جميع البشر يولدون في ترتيب عشوائي، فهناك احتمالات أن أي إنسان يولد تقريباً في الوسط.
وقد تمَّ اقتراحها لأول مرة بطريقة صريحة من قِبَل عالِمالفيزياء الفلكية براندون كارتر في عام 1983م، ولذلك تسمى أحياناً كارثة كارتر؛ وبعد ذلك تم تأييد الحجة من قِبَل الفيلسوف جون أ. ليزلي، ومنذ ذلك الحين اكتشفت بشكل مستقل من قبل ج. ريتشارد غوت وهولجر بيش نيلسن ‏. وقد اقترحت مبادئ مماثلة من علم الأخرويات في وقت سابق من قبل هاينز فون فويستر، وآخرين. وقد تم إعطاءها في وقت سابق صورة أكثر عمومية في تأثير ليندي، حيث يتناسب العمر المتوقع في المستقبل مع العمر الحالي لظواهر معينة (وإن لم يكن بالضرورة مساوياً للسن)، ويستند إلى انخفاض معدل الوفيات على مر الزمن: فالأشياء القديمة تدوم.
باعتبار N العدد الإجمالي للبشر الذين ولدوا أو سيولدون، يشير مبدأ كوبرنيكوس إلى أن البشر على الأرجح (مع غيرهم من البشر N - 1) يجدون أنفسهم بالتساوي في أي موضع n من مجموع السكان N، لذلك يفترض البشر أن موقفنا الكسري f = n/N موزع بشكل موحد على المجال [0، 1] قبل معرفة موضعنا المطلق.
f موزعة بشكل موحد على (0، 1) حتى بعد معرفة الموضع المطلق n. وبهذا، على سبيل المثال، هناك فرصة 95٪ أن f هو في المجال (0.05، 1)، وبهذا f > 0.05. وبعبارة أخرى، يمكننا أن نفترض أننا قد نكون متيقنين 95٪ أننا ضمن نسبة 95٪ الأخيرة من جميع البشر اللذين سيولدون على الإطلاق. إذا كنا نعرف موضعنا المطلق n، وهذا يعني وجود حد أعلى ل N التي تم الحصول عليها عن طريق إعادة ترتيب n/N > 0.05 لإعطاء N <20n.
إذا تم استخدام رقم ليزلي، فقد ولد 60 مليار إنسان حتى الآن، لذلك يمكن تقدير أن هناك فرصة 95٪ أن العدد الإجمالي للبشر N سيكون أقل من 20 × 60 مليار = 1.2 تريليون. وبافتراض أن عدد سكان العالم يستقر عند 10 بلايين نسمة ومتوسط العمر المتوقع يبلغ 80 عاما، يمكن تقدير أن البشر الباقين البالغ عددهم 1140 بليون نسمة سيولدون في 9120 سنة. اعتماداً على إسقاط سكان العالم في القرون القادمة، قد تختلف التقديرات، ولكن النقطة الرئيسية للبرهان هي أنه من غير المحتمل أن أكثر من 1.2 تريليون إنسان سيعيشون على الأرض. هذه المشكلة مشابهة لمشكلة الدبابات الألمانية ‏ الشهيرة.

## الجوانب

### التبسيط: عددان ممكنان من البشر
نفترض للبساطة أن العدد الإجمالي للبشر الذين سوف يولدون على الإطلاق هو 60 مليار (N1)، أو 6000 مليار (N2). إذا لم يكن هناك علم مسبق بالموضع الحالي لفرد، X، في تاريخ البشرية، فبدلا من ذلك يمكننا حساب كم من البشر ولدوا قبل X، وسنجد (فلنقول) 59,854,795,447، والتي ستضع X تقريبا من بين أول 60 بليون إنسان عاشوا على الإطلاق.
الآن، إذا افترضنا أن عدد البشر الذين سيولدون على الإطلاق يساوي N1، واحتمال أنه X من بين أول 60 مليار من البشر الذين عاشوا على الإطلاق هو بالطبع 100٪. غير أنه، إذا كان عدد البشر الذين سوف يولدون على الإطلاق يساوي N2، عندها فاحتمالية أن يكون X من بين أول 60 مليار من البشر الذين عاشوا على الإطلاق هو 1٪ فقط. وبما أن X هو في الواقع من بين أول 60 بليون إنسان عاشوا على الإطلاق، فإن هذا يعني أن العدد الإجمالي للبشر الذين سيولدون على الإطلاق من المرجح أن يكون أقرب بكثير من 60 بليون نسمة منه إلى 6 بلايين نسمة. في جوهره يشير البرهان إلى أن انقراض الإنسان من المرجح أن يحدث عاجلا وليس آجلا.
ومن الممكن جمع الاحتمالات لكل قيمة من N، وبالتالي لحساب «حد الثقة» الإحصائي على N. على سبيل المثال، مع أخذ الأرقام أعلاه، فمن المؤكد بنسبة 99٪ أن N أصغر من 6000 مليار.
لاحظ أنه كما ذكر أعلاه، تفترض هذا البرهان أن الاحتمال السابق ل N ثابت، أو 50٪ ل N1 و 50٪ ل N2 في غياب أي معلومات حول X. من ناحية أخرى، فمن الممكن أن نستنتج، باعتبار X ، أن N2 هو أكثر احتمالا من N1، إذا تم استخدام احتمال مسبق مختلف عن N. على نحو أدق، نظرية بايز تخبرنا أن P (N | X) = P (X | N) P (N) / P (X) والتطبيق المحافظ لمبدأ كوبرنيك يخبرنا فقط عن كيفية حساب P (X | N). وإذا اعتبرنا P (X) مسطح، فلا يزال يتعين علينا أن نفترض وجود احتمال مسبق P (N) بأن العدد الإجمالي للإنسان هو N. وإذا استنتجنا أن N2 أكثر احتمالا من N1 (على سبيل المثال، لأن إنتاج عدد أكبر من السكان يحتاج إلى مزيد من الوقت، مما يزيد من فرصة حدوث حدث طبيعي قليل الاحتمال ولكن كارثي في ذلك الوقت)، ثم P (X | N) يمكن أن يصبح أكثر ترجيحا نحو القيمة الأكبر ل N. بالإضافة إلى ذلك، هناك مناقشة مفصلة، وكذلك توزيع P (N) ذات صلة بالموضوع أدناه في قسم ريبوتالس.

### ما لا يكونه البرهان
برهان يوم القيامة لا تقول أن الإنسانية لا يمكن أو لن تكون موجودة في وقت ما. فهو لا يضع أي حد أعلى لعدد البشر الذين سيتواجدون في أي وقت مضى، ولا يقدمون موعدا لإنقراض البشر.
وهناك شكل مختصر من البرهان ينتج هذه الادعاءات، من خلال الخلط بين الاحتمال واليقين. غير أن استنتاج برهان يوم القيامة الفعلي هو:
هناك احتمال بنسبة 95٪ للانقراض في غضون 9120 سنة.
ويعطي البرهان فرصة 5٪ أن بعض البشر سوف يبقون على قيد الحياة عند نهاية تلك الفترة. (تستند هذه التواريخ إلى الافتراضات الواردة أعلاه؛ وتختلف الأرقام الدقيقة بين البراهين المحددة في يوم القيامة).

## الاختلافات
وقد نتج عن هذا البرهان نقاش فلسفي حاد، ولم يظهر بعد أي توافق في الآراء بشأن حله. وتنتج الاختلافات الموصوفة أدناه برهان يوم القيامة عن طريق مشتقات منفصلة.

### صياغة غوت: «السابقة الغامضة» مجموع السكان
غوت يقترح على وجه التحديد شكل وظيفي للتوزيع المسبق لعدد من الناس الذين سوف يولدون على الإطلاق (N). استخدم برهان غوت توزيع السابق الغامض:
{\displaystyle P(N)={\frac {k}{N}}}.
حيث
- P(N) هو احتمال قبل اكتشاف n، العدد الإجمالي للبشر الذين لم يولدوا بعد.
- الثابت، k، تم اختياره لتطبيع مجموع P(N). القيمة التي تم اختيارها ليست مهمة هنا، فقط الشكل الوظيفي (وهذا سابق غير مناسب، لذلك فليست هناك قيمة ل k تعطي توزيعا صالحا، ولكن استدلال بايزي لا يزال بإمكانه استخدامها).

بما أن غوت يحدد التوزيع المسبق لإجمالي البشر، P(N)، مبرهنة بايز ومبدأ اللامبالاة وحدهما يعطوننا P(N|n)، احتمال ولادة N من البشر إذا كان n سحب عشوائي من N:
{\displaystyle P(N\mid n)={\frac {P(n\mid N)P(N)}{P(n)}}.}
هذه هي نظرية بايز للاحتمال الخلفي من مجموع السكان الذين ولدوا من N، مكيفة على السكان الذين ولدوا حتى الآن من n. الآن، وباستخدام مبدأ اللامبالاة:
{\displaystyle P(n\mid N)={\frac {1}{N}}}.
إن توزيع n غير المشروط للسكان الحاليين مطابق للسابق الغامض دالة الكثافة الاحتمالية N، لذا:
{\displaystyle P(n)={\frac {k}{n}}},
باعتبار P(N|n) لكل N معين (من خلال الاستعاضة عن معادلة الاحتمال الخلفي):
{\displaystyle P(N\mid n)={\frac {n}{N^{2}}}}.
أسهل طريقة لإنتاج تقدير ليوم القيامة بثقة معينة (مثلا 95٪) هي التظاهر بأن N هو متغير مستمر (لأنه كبير جدا) وتكامل على كثافة الاحتمال من N = n إلى N = Z. (هذا سوف يعطي دالة لاحتمال N ≤ Z):
{\displaystyle P(N\leq Z)=\int _{N=n}^{N=Z}P(N|n)\,dN} {\displaystyle ={\frac {Z-n}{Z}}}
باعتبار Z = 20n يعطينا:
{\displaystyle P(N\leq 20n)={\frac {19}{20}}}.
هذا هو أبسط اشتقاق بايزي من برهان يوم القيامة:
فرصة أن العدد الإجمالي للبشر الذين سيولدون على الإطلاق (N) أكبر بعشرين ضعفا من مجموع من ولدوا هو أقل من 5٪
ويبدو أن استخدام توزيع السابق الغامض محفز بشكل جيد لأنه يفترض معرفة قليلة عن N، باعتبار أنه يجب اختيار أي وظيفة معينة. وهو ما يعادل الافتراض بأن كثافة الاحتمال للوضع الجزئي لأحد لا تزال موزعة بشكل موحد حتى بعد معرفة الموضع المطلق (n).
لم تكن فئة «غوت» المرجعية في ورقته الأصلية عام 1993 هي عدد الولادات، ولكن عدد سنوات التي كان البشر موجودا فيها كنوع، واقترحه في 200،000. أيضا، حاول غوت إعطاء فاصل الثقة بنسبة 95٪ بين الحد الأدنى لوقت البقاء على قيد الحياة والحد الأقصى. بسبب فرصة 2.5٪ التي يعطيها لتقليل الحد الأدنى لديه فقط فرصة 2.5٪ لتكثير الحد الأقصى. وهذا يعادل ثقة بنسبة 97.5٪ أن الانقراض يحدث قبل الحد الأعلى من فترة ثقنه.
97.5٪ فرصة واحدة في الأربعين، والتي يمكن استخدامها في التكامل أعلاه مع Z = 40n، و n = 200,000 سنة:
{\displaystyle P(N\leq 40[200000])={\frac {39}{40}}}
هذه هي الطريقة التي ينتج بها غوت ثقة 97.5٪ في الانقراض في غضون ≤ 8,000,000 سنة. والعدد الذي نقله هو الوقت المتبقي المحتمل، 7.8 = N - n مليون سنة. وكان هذا أعلى بكثير من الثقة الزمنية المحدودة التي تنتج عن طريق عد الولادات، لأنه يطبق مبدأ اللامبالاة على الوقت. (إنتاج تقديرات مختلفة عن طريق أخذ عينات من عوامل مختلفة في نفس الفرضية هو مفارقة بيرتراند.)
اختياره 95٪ من حدود الثقة (بدلا من 80٪ أو 99.9٪)، يقابل الحد المقبول علميا من الدلالة الإحصائية لرفض الفرضية. ولذلك، قال إن الفرضية القائلة بأن «الإنسانية سوف تتوقف عن الوجود قبل 5100 سنة أو تزدهر بعد 7.8 مليون سنة» يمكن رفضها.
حجة ليسلي تختلف عن نسخة غوت في أنه لا يفترض توزيع الاحتمال المسبق الغامض ل N. بدلا من ذلك يجادل بأن قوة حجة يوم القيامة تكمن فقط في زيادة احتمال يوم القيامة في وقت مبكر بمجرد أن تأخذ في الاعتبار موضع ولادتك، بغض النظر عن توزيع الاحتمال السابق ل N. ويسمي هذا التحول الاحتمالي.
هاينز فون فويرستر جادل بأن قدرات البشرية على بناء المجتمعات والحضارات والتكنولوجيات لا يؤدي إلى تثبيط النفس. بل إن نجاح المجتمعات يختلف بشكل مباشر مع حجم السكان. وجد فون فويستر أن هذا النموذج يصلح نحو 25 نقطة بيانات من ولادة يسوع إلى عام 1958، مع 7٪ فقط من التباين ترك بدون تبرير. نشرت العديد من رسائل المتابعة (1961، 1962...) في العلوم التي تبين أن معادلة فون فويستر لا تزال على الطريق الصحيح. واستمرت البيانات لتناسب حتى عام 1973. وكان الشيء الأكثر تميزا حول نموذج فون فويستر كان يتوقع أن السكان البشرية سوف تصل إلى اللانهاية أو التفرد الرياضية، يوم الجمعة، 13 نوفمبر 2026. في الواقع، فون فونستر لا يعني أن سكان العالم في ذلك اليوم يمكن أن بصبحوا في الواقع لانهائيبن. نتيجة الحقيقية هي أن نمط النمو السكاني العالمي الذي المتبع لقرون عديدة قبل عام 1960 كان على وشك أن ينتهي وأن يتحول إلى نمط مختلف جذريا. مع العلم أن هذا التنبؤ بدأ الوثوق به فقط في غضون سنوات قليلة بعد نشر «يوم القيامة».

## الفئات المرجعية
واحدة من المجالات الرئيسية حول نقاش جدال يوم القيامة هي الفئة المرجعية التي يسحب منها n، والتي يعد N حجمها النهائي. فرضية يوم القيامة القياسية لا تنفق الكثير من الوقت على هذه النقطة، وتقول ببساطة أن الطبقة المرجعية هي عدد «البشر». وبالنظر إلى أنك إنسان، يمكن تطبيق مبدأ كوبرنيكي على السؤال عما إذا كنت قد ولدت في وقت مبكر على نحو غير عادي، ولكن تجمع «الإنسان» تم مناقشته على نطاق واسع على أسس عملية وفلسفية. يقول نيك بوستروم أن الوعي هو (جزء من) التمييز بين ما هو داخل وما هو خارج الطبقة المرجعية، وأن وجود الذكاء خارج كوكب الأرض ‏ قد يؤثر على الحسابات بشكل كبير.
وتتعلق الأقسام الفرعية التالية بطبقات مرجعية مقترحة مختلفة، وقد طبقت كل منها حجة يوم القيامة المعيارية.

### أخذ عينات البشر فقط في عصر أسلحة الدمار الشامل
وتظهرساعة يوم القيامة الوقت المتوقع ليوم القيامة النووية بحكم من جانب الخبراء، بدلا من نموذج بايزي. إذا كانت الساعات الاثنتي عشرة على الساعة ترمز إلى عمر الإنسان، فإن وقته الحالي 23:57 يعني أننا من بين 1٪ الأخيرة من الناس الذين سيولدون على الإطلاق (أي أن n> 0.99N). نسخة ج. ريتشارد غوت الزمنية من حجة يوم القيامة تتطلب أدلة مسبقة قوية جدا للتغلب على لاحتمالبة الولادة في مثل هذا الوقت المميز.
إذا كان تقدير ساعة يوم القيامة هو الصحيح، وهناك أقل من فرصة واحدة من 100 لأن تراها تظهر في مثل هذا الوقت المتأخر من التاريخ البشري، إذا لوحظت في وقت عشوائي داخل هذا التاريخ.[بحاجة لمصدر]
غير أنه يمكن التوفيق بين تحذير العلماء وبرهان يوم القيامة. غير أن ساعة يوم القيامة تقدر على وجه التحديد قرب من التدمير الذاتي النووي - الذي كان ممكنا فقط لمدة سبعين عاما. إذا كان يوم القيامة يتطلب الأسلحة النووية فبرهان يوم القيامة «الفئة المرجعية» هم الناس المعاصرون للأسلحة النووية. في هذا النموذج، فإن عدد الأشخاص الذين يعيشون خلالها، أو ولدوا بعد هيروشيما هو n، وعدد الناس الذين سيوجدون فيها على الإطلاق هو N. تطبيق برهان غوت ليوم القيامة على هذه التعاريف المتغيرة يعطي فرصة 50٪ ليوم القيامة في غضون 50 عاما.
«في هذا النموذج، الساعة قريبة جدا من منتصف الليل لأن حالة يوم القيامة توجد بعد عام 1945، وهي الحالة التي تنطبق الآن ولكن ليس إلى 11 و 53 دقيقة من يوم الإنسان المجازي على مدار الساعة.»[بحاجة لمصدر]
إذا تم اختيار حياتك بشكل عشوائي من بين حياة كل من عاش تحت ظل القنبلة، وهذا نموذج بسيط يعطي فرصة 95٪ ليوم القيامة في غضون 1000 سنة.
غير أن، استخدام العلماء مؤخرا لتحرك الساعة إلى الأمام للتحذير من الأخطار الناجمة عن الاحترار العالمي يشوش هذا المنطق.

### SSSA: أخذ العينات من مراقب لحظات
نيك بوستروم، بالنظر إلى تأثيرات اختيار الملاحظة، أنتج افتراضات أخذ العينات الذاتية (SSA): «يجب أن تفكر في نفسك كما لو كنت مراقبا عشوائيا من فئة مرجعية مناسبة». إذا كانت «الفئة المرجعية» هي مجموعة البشر الذين سيولدون على الإطلاق، وهذا يعطي N <20N بنسبة ثقة 95٪ (برهان يوم القيامة القياسي).غير أنه، صقل هذه الفكرة لتطبيقها على لحظات المراقب بدلا من المراقبين فقط. وأضفى الطابع الرسمي على هذا (على النحو التالي:
افتراض أخذ العينات الذاتي القوي (سسا): يجب أن تكون كل لحظة مراقب كما لو أنها تم اختيارها عشوائيا من فئة جميع لحظات المراقب في فئتها المرجعية.
إذا تم اختيار الدقيقة التي تقرأ فيها هذه المادة عشوائيا من كل دقيقة في كل عمر الإنسان إذن (مع ثقة 95٪) حدث هذا الحدث بعد أول 5٪ من لحظات مراقب الإنسان. إذا كان متوسط العمر في المستقبل هو ضعف متوسط العمر التاريخي، وهذا يعني بثقة 95٪ أن N <10n (متوسط الإنسان في المستقبل سوف يمثل ضعف لحظات المراقب من متوسط الإنسان التاريخي). ولذلك، فإن نسبة 95 في المئة المقدرة لوقت الانقراض في هذه النسخة هو 4560 سنة.

## التفنيدات

### نحن في أقرب 5٪، بداهة
إذا وافق أحد مع الأساليب الإحصائية، ولا يزال يختلف مع برهان يوم القيامة هذا يعني ما يلي:
1. الجيل الحالي من البشر هم ضمن أول 5٪ من البشرالذين ولدوا.
2. هذه ليست مجرد مصادفة. لذلك، تحاول هذه التفسيرات إعطاء أسباب للاعتقاد بأن البشر الذين يعيشون حاليا هم من أحدث الكائنات.

على سبيل المثال، إذا كان أحد أعضاء 50,000 شخص في مشروع تعاوني، فإن حجة يوم القيامة تنطوي على فرصة 95٪ أنه لن يكون هناك أكثر من مليون عضو من هذا المشروع. ويمكن دحض هذا إذا كانت الخصائص الأخرى للفرد هي نموذجية للتبني صاحب السبق. وسيفضل التيار الرئيسي للمستخدمين المحتملين أن يشاركوا عندما يكتمل المشروع تقريبا. وإذا كان أحدهم يستمتع بعدم اكتمال المشروع، فمن المعروف بالفعل أنه غير عادي، قبل اكتشاف مشاركته أومشاركتها المبكرة.
وإذا كان لدى المرء سمات قابلة للقياس تحدد بعضها عن المستعمل النموذجي الطويل المدى، يمكن دحض مشروع برهان يوم القيامة استنادا إلى حقيقة أنه يمكن للمرء أن يتوقع أن يكون ضمن أول 5٪ من الأعضاء، على سبيل الأولوية. إن التشابه في الشكل الكلي للإنسان البشري للبرهان هو: الثقة في التنبؤ بتوزيع الخصائص البشرية التي تضع الإنسان الحديث والتاريخي خارج التيار الرئيسي، يعني ضمنا أنه معروف بالفعل، قبل فحص n أنه من المرجح أن يكون في وقت مبكر جدا في N.
على سبيل المثال، إذا كان أحد متأكد أن 99٪ من البشر الذين سيعيشون على الإطلاق سيكون سايبورغ، ولكن هذا فقط جزء ضئيل من البشر الذين ولدوا حتى الآن هم سايبورغ، يمكن للمرء أن يكون على يقين من أن ما لا يقل عن مائة مرة لا يزال الناس يولدون كما كان.
تلخص ورقة روبن هانسون هذه الانتقادات لبرهان يوم القيامة:
«كل شيء آخر لا يساوي؛ لدينا أسباب وجيهة للتفكير بأننا لا نختار البشر بشكل عشوائي من كل الذين سيعيشون».
عيوب هذا التفنيد:
1. مسألة كيفية اشتقاق التنبؤ الواثق. هناك حاجة إلى صورة قديمة غير مرئية للتوزيع الإحصائي للبشرية على مر العصور، قبل أن يتمكن البشر من نطق أنفسنا بأفراد متطرفين من هؤلاء السكان. (على النقيض من ذلك، رواد المشروع لديهم علم النفس متميز بوضوح عن التيار الرئيسي).
2. إذا كان لدى معظم البشر خصائص لا يشاركونها، فإن البعض يجادل بأن هذا يعادل حجة يوم القيامة، لأن الناس المماثلة لتلك التي تراقب هذه الأمور سوف تنقرض.

### نقد: الانقراض البشري بعيد، بالإستدلال
نادرا ما يمكن ملاحظة أن أحداث مستوى الانقراض نادرة ما يمكن أن تقدم كدليل على أن تنبؤات برهان يوم القيامة غير قابلة للتصديق؛ وعادة ما يحدث انقراض الأنواع المهيمنة أقل من مرة واحدة في مليون سنة. لذلك، يقال إن انقراض الإنسان من غير المحتمل في غضون آلاف السنين القادمة. (حجة احتمالية أخرى، ورسم استنتاج مختلف عن برهان يوم القيامة.)
وبعبارات بايز، فإن هذا الرد على برهان يوم القيامة يقول إن معرفتنا بالتاريخ (أو القدرة على الوقاية من الكارثة) تنتج هامشية سابقة لل N مع الحد الأدنى من القيمة في تريليونات. إذا تم توزيع N بشكل موحد من 10^12 إلى 10^13، على سبيل المثال، فإن احتمال N <1200 مليار استدلال من n = 60 مليار سيكون صغيرا للغاية. هذا هو حساب بايزي لا تشوبه شائبة، ورفض مبدأ كوبرنيكوس على أساس أننا يجب أن نكون «مراقبين خاصين» لأنه لا توجد آلية محتملة للبشرية للانقراض في غضون مائة ألف سنة المقبلة.
وتتهم هذه الاستجابة بإلقاء الضوء على التهديدات التكنولوجية للبقاء على قيد الحياة البشرية، والتي لم تكن الحياة في وقت سابق موضوعها، ورفضت على وجه التحديد من قبل معظم النقاد الأكاديميين لبلاهان يوم القيامة (يمكن القول باستثناء روبن هانسون).